# 尤尼昂鎮區 (愛荷華州傑克遜縣)
尤尼昂鎮區（英語：Union Township）是位於美國愛荷華州傑克遜縣的一個行政鎮區。

## 地方資料
根據2010年美國人口普查的數據，尤尼昂鎮區的面積為45.17平方千米，當中陸地面積為33.84平方千米，而水域面積為11.33平方千米。當地共有人口762人，而人口密度為每平方千米16.87人。